# 北山 (小千谷市)
北山（きたやま）は、新潟県小千谷市真人町に位置する集落である。
人口は5世帯11人（2021年4月末時点）。

## 地理

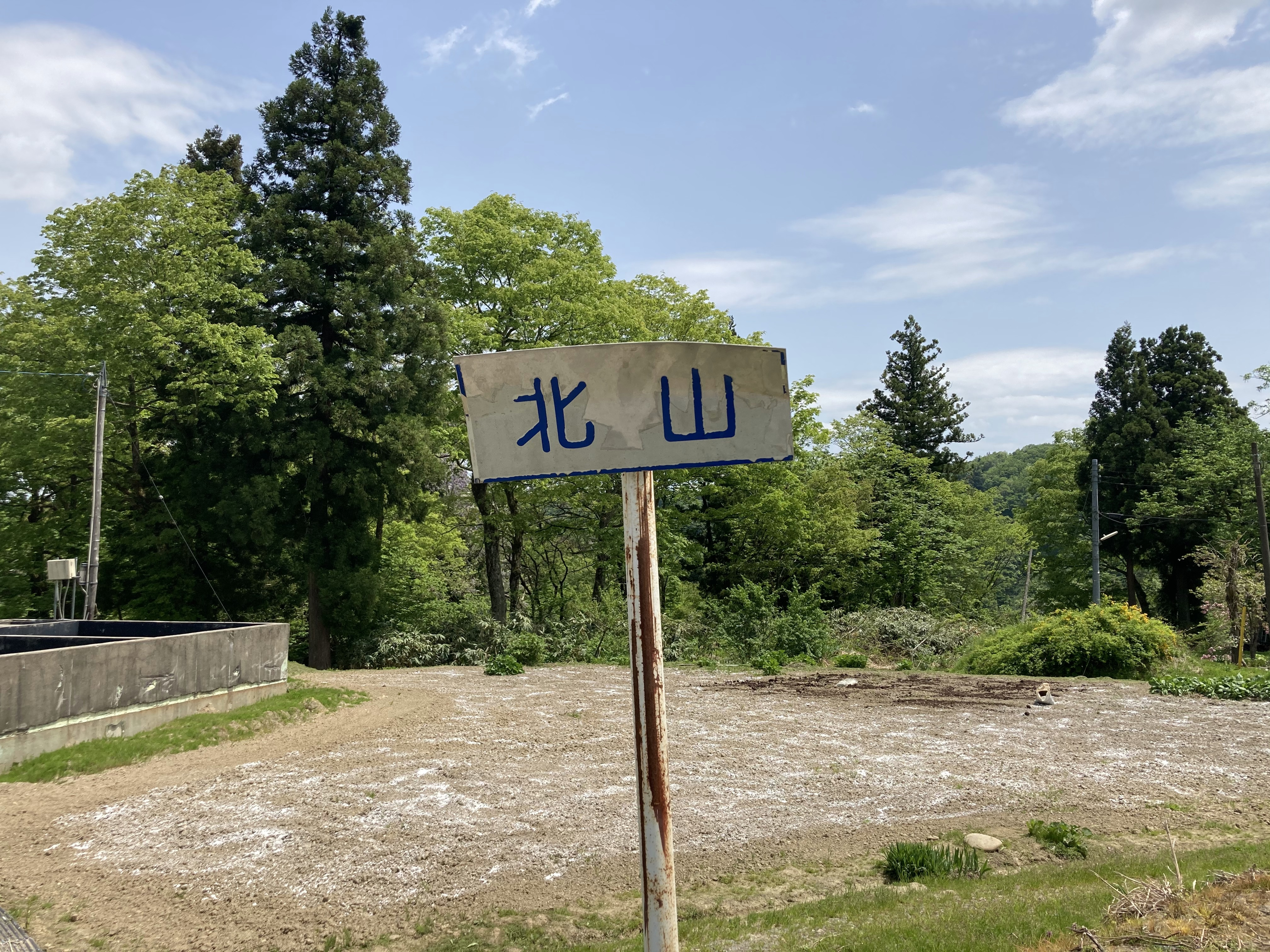
北山集落入り口に位置する看板

真人町の最北部に位置し、刈羽郡に接する集落で西方約300メートルの場所に長城と称する丘陵がある。この長城はこの地区周辺の支配者樋口氏の居城と伝えられており、この樋口家の祖先は木曽義仲の四天王、樋口次郎兼光とされている。
自然豊かな里山のため蛍が生息している。以前は蛍が乱舞するほどであったが、効用の強い農薬を使用されるようになり一時は姿をみせなくなった。しかし、近年低農薬を叫ばれるようになったことと、減反政策により蛍が姿をあらわすようになった。

## 歴史

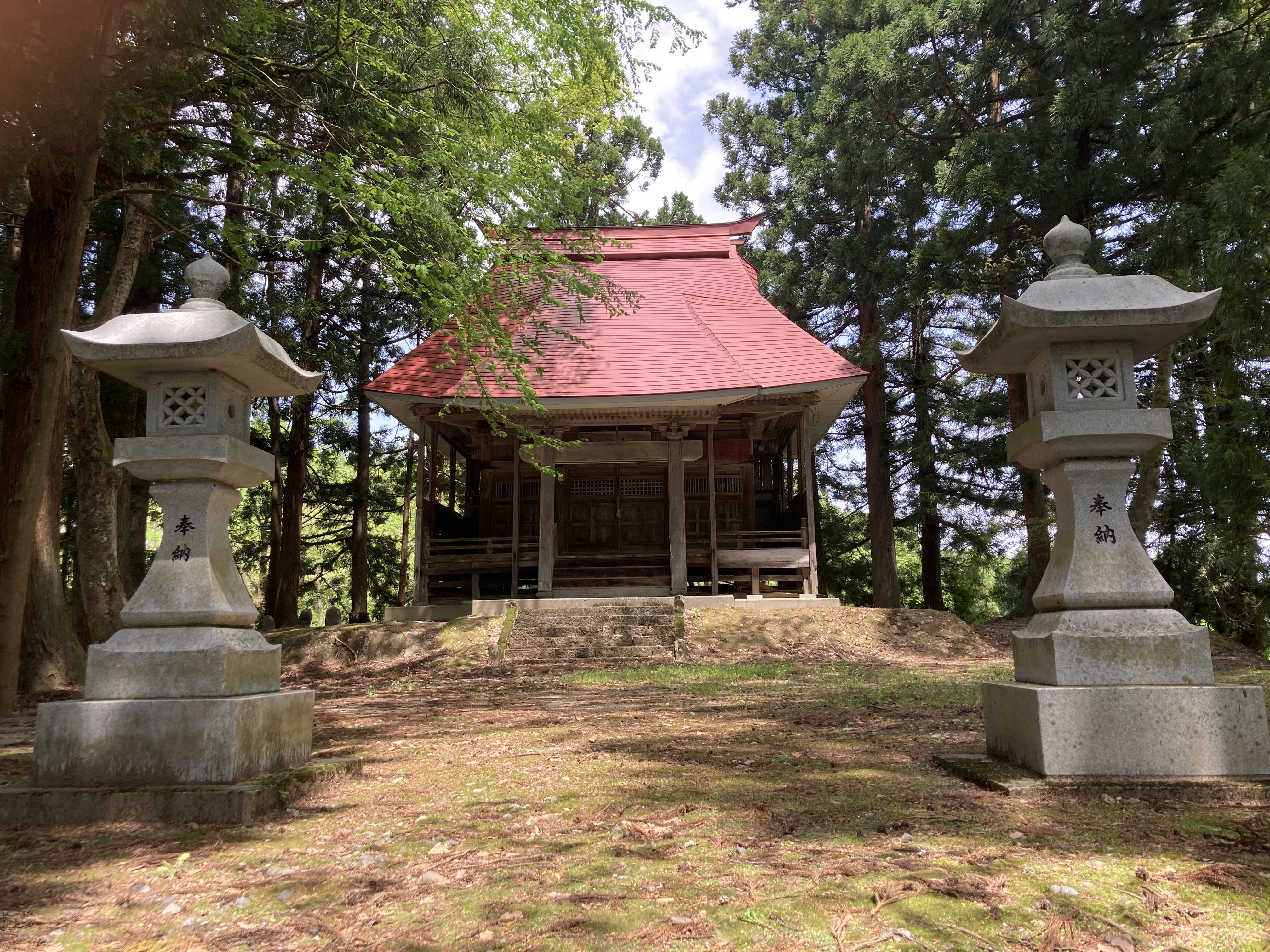
北山神社

- 1280年（弘安3年） - 木曽義仲の遺臣樋口氏が、上州赤城城麓から北山に来往したという伝承がある[5]。
- 1439年（永享11年） - 木曽義仲の四天王、樋口次郎兼光の子孫が永享の乱で功を立て、長男が北山、次男を桂平、家士に孫四郎と栗山にそれぞれ封じた[6][7]。
- 1473年（文明5年） - 北山の畑から出土した鰐口に「文明五才戌七月十三日」と記されていた。但し、干支が相違している[8]。
- 1969年（昭和44年） - 年明けからドカ雪型で雪が降り続け、北山では1月8日に約1週間で積雪量は3mを超えた。その頃市街は交通マヒが起きて雪害対策本部を設置。北山を含む山間地区は次の降雪に備えるべく、9日から市内の土木業者だけでなく隣町の川口方面の業者も応援に駆けつけるほどであった[9]。
- 1980年（昭和55年）秋 - 国土庁の山村振興事業の助成対象で集落センターが完成。造りは、鉄筋コンクリートの2階建。圧雪機械格納、集会室、貯蔵室、調理室、乗務員待機室、管理センターがある[10]。
- 1981年（昭和56年） - 県道小千谷-大沢線の北山地内1.4kmの改良工事が終了。11月には完工祝賀会が開かれた[11]。
- 1982年（昭和57年） - 小千谷造林組合の協力のもと公社制定の造林事業を導入[12]。
- 1987年（昭和62年）5月 - 山菜採りに来ていた男性が沢に転落して死亡[13]。

## 教育

### 小千谷市立北山小学校

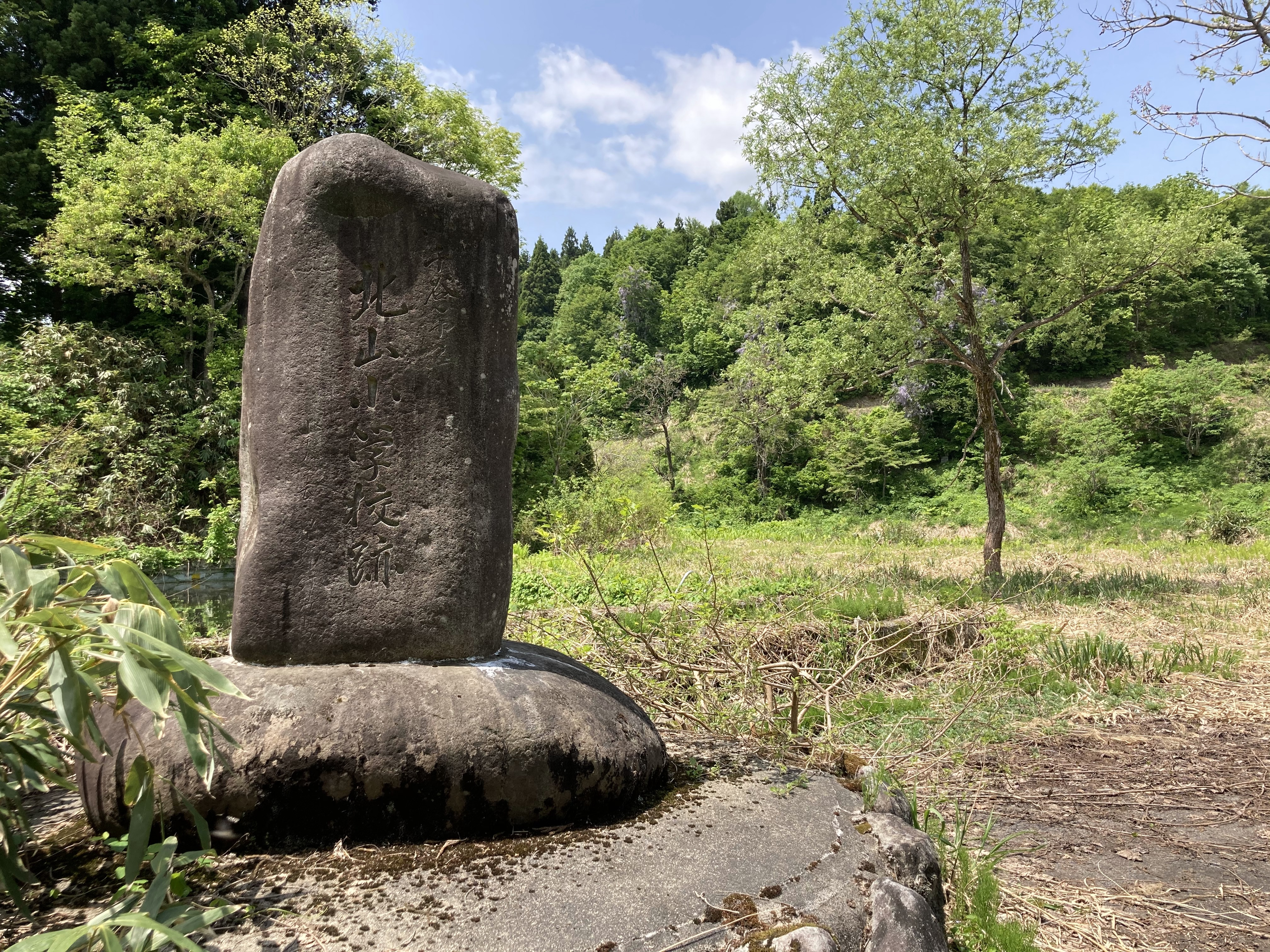
北山小学校跡

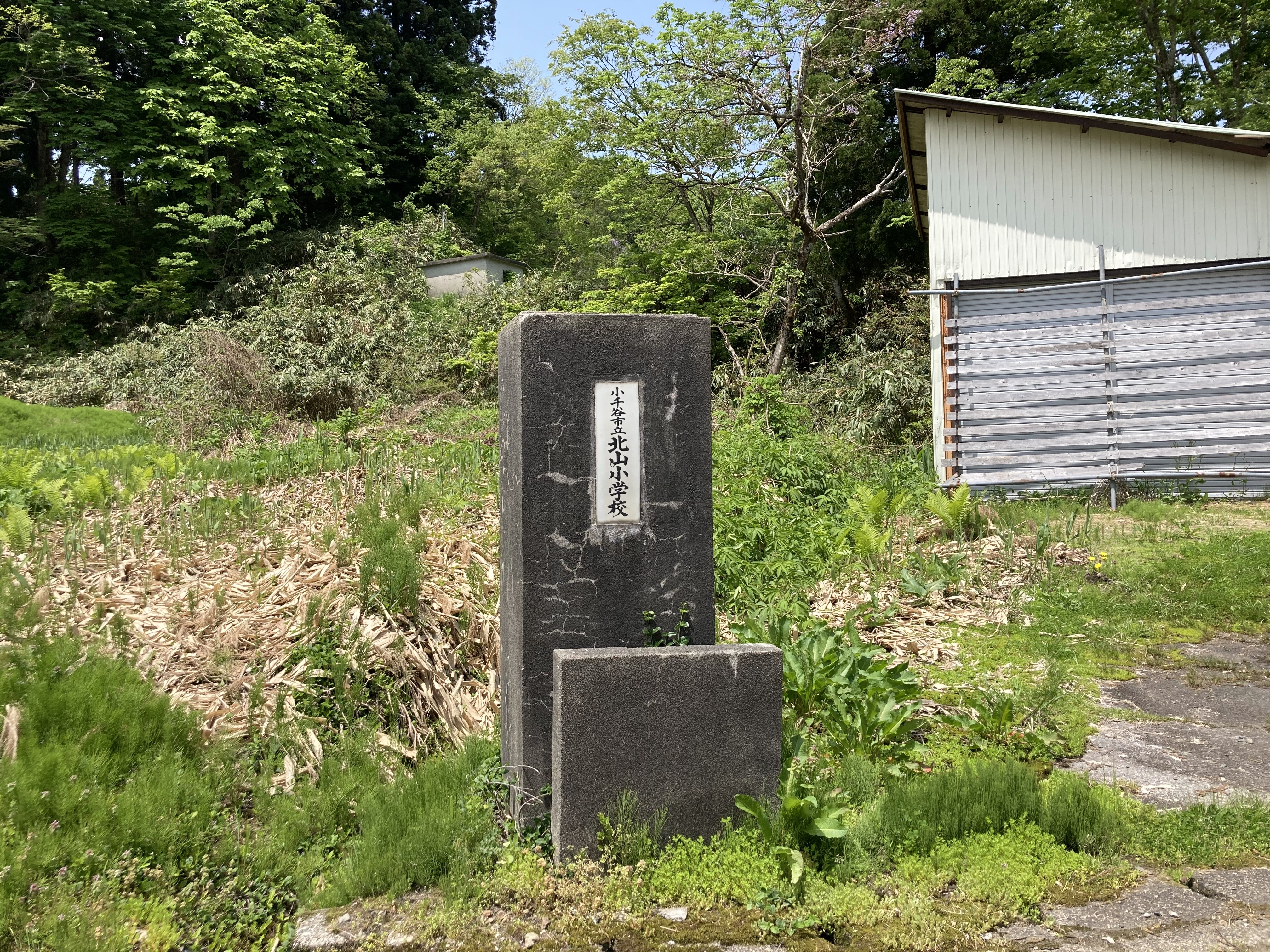
北山小学校校門

#### 沿革
- 1876年（明治9年） - 北山小学校開校[14]。

明治6年中魚沼郡仁田村（現十日町川西町橘）に中魚沼郡の第六小学校仁田校が設立され、北山も校区となったがごく一部の子弟しか入学できなかった。冬季間は雪のため通学困難とされた3ヶ月間北山地内の平沢忠三郎宅を仮教場として1名の教師が就いた。そした3年後の明治9年に校舎が完成し就学児童7名で開校した。しかし、100周年記念式や閉校式は仁田校の校区となった明治6年を開校したとして行われている。
- 1957年（昭和32年） - 北山小学校が農村公衆電話の架設場所に指定された際、田中角栄郵政大臣（当時）から児童に小千谷市役所を通じ手紙が送られた[15]。手紙の内容は電話と文化に関すること[15]。この出来事の経緯は、電話架設を受け持った市役所職員が小千谷市と関係の深い田中大臣に報告したことから始まった[15]。
- 1981年（昭和56年）
  - 3月11日 - 閉校に先駆け、最後のレクリエーション行事として北山スキー大会開催（同校・公民館分館共催）。学校の裏山に臨時スキー場が準備され地元民など約70名が参加[16]。
  - 3月20日 - さよならキャンドルサービス開催[16]。
  - 3月25日 - 北山小学校閉校式。若栃小学校と統合。最終年は児童数6名[16]。

児童減少の背景から閉校が余儀なくされ隣の若栃小学校と統合することとなったが、元々若栃小学校は北山小学校の分校。児童数も明治時代は40人で、そこから上昇し続け最盛期の昭和21年には100名を超えたが、昭和42年の67名から激減し閉校した年は6名となった。
附近村統合で小千谷市が出来た歴史的背景から、同市内の平場地帯都市とは異なる独特な文化向上の風習があり北山集落も例外ではなかった。集落内に位置する北山小学校の同窓会規約には"学校をもつて親籍の最重要な取り扱いとなし、冠婚葬祭に際しては供膳料を寄付して学校基本財産の蓄積に当たる"と明記されていた。これは、各家を米の獲れ高でランク付けしてそれに沿った寄付を割当て、その貯金を校舎の増改築や記念式典の費用に充てられた。そしてこの規約は明治44年1月1日から実施され、閉校直前まで行われ続けていた。小学校が集落内では教育機関以上の場所としての役割を果たしていた。同窓会結成当時金額は10~20銭であったが、1957年時点では100~200円と増えており、7000円余りが蓄積されていた。

## 文化・暮らし

### 催事

#### 北山山菜まつり
6月初旬に旧北山小学校にて開催。山菜を食べる会と展示即売会が同時に催される。山菜を食べる会では地元で取れた山菜（わらび、ふき、水菜、うど、ゼンマイなど）とおにぎりのセット。展示即売会では地元民が床飾木工品や手芸民具などが取り扱われていた。市が会場への連絡バスを手配していた。また、マイカー族も多数であったことから市外の新津、三条、長岡からの来訪者もいた。

## 人物
- 樋口次郎兼光 - 子孫が永享の乱で功をたてた為、北山を賜ったとの伝承がある[7]。

## 交通
- 北山線乗合タクシー[20]

1981年、唯一の幹線の県道小千谷-大沢線の北山地内1.4kmの改良工事が終了。同年11月には完工祝賀会が旧北山小学校で開かれ餅つき大会などが開かれた。星野市長(当時)や当時の土木事務所長らも参加した。この改良工事はなかなか進まず、また同地区では最南端であることから完工するまでの道は長く、地元民からは改良工事が待ち望まれていた。